# Perica Dimitrijević
Perica Dimitrijević (ur. 18 kwietnia 1986) – serbski zapaśnik walczący w stylu wolnym. Zajął 21. miejsce na mistrzostwach świata w 2021. Siódmy w indywidualnym Pucharze Świata w 2020. Dziewiąty na mistrzostwach Europy w 2023. Trzeci na mistrzostwach śródziemnomorskich w 2014. Ósmy na akademickich MŚ w 2008 roku.